# Туровська (присілок)
Туровська (рос. Туровская) — присілок в Вельському районі Архангельської області Російської Федерації.
Населення становить 13 осіб. Входить до складу муніципального утворення Ракуло-Кокшеньгське муніципальне утворення.

## Історія
Від 1937 року належить до Архангельської області.
Від 2004 року належить до муніципального утворення Ракуло-Кокшеньгське муніципальне утворення.

## Населення
| 2002 | 2010 | 2012 | 2014 |
| ---- | ---- | ---- | ---- |
| 25   | ↘17  | ↘12  | ↗13  |